# 高德占
高德占（1932年—），男，山东栖霞人，中华人民共和国政治人物，曾任中共天津市委书记、吉林省人民政府省长、中华人民共和国林业部部长。中共第十二、十三届中央候补委员、十四届中央委员，第九届全国人大常委会委员。

## 生平
1954年，高德占毕业于大连工学院化工系，此后在吉林省石油化工设计院供职，并历任总工程师。之后从政担任吉林省省长。1987年，起用为林业部部长。1993年，担任中共天津市委书记。1998年3月，第九届全国人大第一次会议上，他当选为全国人民代表大会常务委员会委员，并担任农业与农村委员会主任。